# Melinaea pardalis
Melinaea pardalis är en fjärilsart som beskrevs av Bates 1862. Melinaea pardalis ingår i släktet Melinaea och familjen praktfjärilar. Inga underarter finns listade i Catalogue of Life.